# Matthäus Pfister
Matthäus Pfister (* um 1593 in Tübingen; † 1650 ebenda) war ein württembergischer Buchbinder, Petschierstecher und Radierer, der in Tübingen beheimatet war. Er war ein jüngerer Bruder von Hans Pfister, der auf dem gleichen Gebiet tätig war.

## Leben
Matthäus Pfister war ein Sohn des Tübinger Buchbinders Hans Pfister († 1602). Nachdem er von seinem Vater Illuminieren, Mathematik, Geometrie, Mechanik, Perspektive und Architektur gelernt hatte, wurde er vom Herzog Johann Friedrich nach Frankreich und England verschickt, um dort die Bildhauerei im Alabaster, Marmor und ähnlichen kostbaren Steinen zu erlernen. Nach der Rückkehr ließ  sich Pfister 1619 in Tübingen nieder, arbeitete jedoch nicht als Bildhauer, sondern zunächst als Buchbinder, bald aber zunehmend als Petschierstecher. Als er sich später um das akademische Bürgerrecht bewarb, war er – in Anbetracht der schwierigen Auftragslage – bereit, auf das Siegelschneiden zu verzichten und sich nur auf die Buchbinderei zu beschränken.
Ähnlich wie sein Bruder betätigte sich Matthäus Pfister als Radierer. Von ihm ist ein radiertes Porträt bekannt. Außerdem stammen wohl von ihm ein Stich, der Belagerung von Tübingen darstellt, sowie zwei Ansichten von Esslingen, eine davon, ausgeführt als farbige Scagliola, versehen mit dem Monogramm MP. Die andere Ansicht, ein Ölgemälde auf Stein, deutet darauf hin, dass sich Pfister auch als Maler betätigte.
Sein Sohn Matthäus Pfister (II.) (* 1623 oder 1625, † 1667) war Wappenstein- und Siegelschneider.

## Bekannte Arbeiten
- um 1630 Bildnis des Juristen Prof. Johann Martin Rümelin (Radierung)
- 1647 Belagerung von Tübingen (Stich)
- 1650 oder kurz davor: Ansicht von Esslingen (signiert MP, farbige Scagliola, Altertumssammlung Esslingen)
- 1650 oder kurz davor: Ansicht von Esslingen (Öl auf Stein, Rathaus Esslingen)[4]